# سنجاي أير
سنجاي أير (بالإنجليزية: Sanjay Ayre) هو عداء سريع جامايكي، ولد في 19 يونيو 1980 في كينغستون في جامايكا.

## وصلات خارجية
- سنجاي أير على موقع الاتحاد الدولي لألعاب القوى (الإنجليزية)
- سنجاي أير على موقع أوليمبيديا (الإنجليزية)
- سنجاي أير على موقع اتحاد ألعاب الكومنولث (مؤرشف) (الإنجليزية)